# Червоний Лиман (Ізюмський район)
Червоний Лима́н — село в Україні, у Барвінківській міській громаді Ізюмського району Харківської області. Населення становить 418 осіб. До 2020 орган місцевого самоврядування — Новомиколаївська сільська рада. 

## Географія
Село Червоний Лиман знаходиться на правому березі каналу Дніпро — Донбас в тому місці, де він проходить по руслу річки Берека. На протилежному березі знаходяться залишки Української оборонної лінії. Поруч проходить автомобільна дорога Р79.

## Історія
Справжня історична назва села - Княжин (Княжнин, Княгинин) Лиман. Спочатку належало до Слов'янського повіту Катеринославського намісництва, потім - до Ізюмського повіту Харківської губернії. Зараз використовується штучно змінена радянська пропагандистська назва.
Точна дата заснування невідома, проте вже 1783 у селі Книжий Лиман функціонує Різдвяно-Богородицька церква. У другій половині ХІХ ст. кількість населення становить понад 500 осіб, є магазин та православна церква.
Село постраждало внаслідок геноциду українського народу, створеного комуністичним тоталітарним режимом СРСР в 1932—1933 роках, кількість встановлених жертв в Новій Миколаївці та Червоному Лимані — 209 людей.
12 червня 2020 року, відповідно до Розпорядження Кабінету Міністрів України  № 725-р «Про визначення адміністративних центрів та затвердження територій територіальних громад Харківської області», увійшло до складу Барвінківської міської територіальної громади.
19 липня 2020 року, в результаті адміністративно-територіальної реформи та ліквідації Барвінківського району, село увійшло до складу Ізюмського району.
22 червня 2023 року рішенням №230 Національної комісії зі стандартів державної мови віднесено до списку населених пунктів, які «можуть не відповідати лексичним нормам української мови», зокрема стосуватися «російської імперської чи колоніальної політики». Громаді рекомендовано обґрунтувати доцільність збереження поточної назви або запропонувати нову назву в установленому законодавством порядку.

## Населення

### Мова
Розподіл населення за рідною мовою за даними перепису 2001 року:
| Мова       | Кількість | Відсоток |
| ---------- | --------- | -------- |
| українська | 406       | 97.13%   |
| російська  | 12        | 2.87%    |
| Усього     | 418       | 100%     |

## Економіка
В селі є молочно-товарна ферма.